# Щеглец
Щегле́ц — гранитный валун с петроглифами бронзового века. Находится в 2,5 км к северу от деревни Мытно Новгородского района Новгородской области России, на левом берегу реки Вишеры.
Представляет собой отдельнолежащий объект размером 1,5×2 м. На камне изображены солнечные (солярные) знаки, контуры ладоней и медвежьи стопы.
Щеглец является самым известным культовым камнем Новгородской области (см. следовики). По оценке исследователя А. А. Формозова возраст петроглифов относится к позднебронзовому веку — II—I тысячелетие до н. э.